# Gunay Mammadzada
Gunay Mammadzada (en azerí: Günay Vüqar qızı Məmmədzadə) (Bakú, 19 de junio de 2000) es una ajedrecista azerbaiyana que ostenta los títulos de Maestra Internacional (MI) y Gran Maestra Femenina (GMF) por la FIDE.

## Primeros años
Nació el 19 de junio de 2000 en Bakú (Azerbaiyán). Comenzó a jugar al ajedrez a los cinco años, tras interesarse por el juego al ver jugar a sus abuelos de forma recreativa. Ese mismo año se unió a la Escuela Olímpica de Ajedrez Juvenil de Reserva n.º 1. En la escuela, comenzó a trabajar con Rasul Ibrahimov, un gran maestro azerbaiyano (GM) que desde entonces ha sido su entrenador.
Mammadzada comenzó a tener éxito a nivel nacional e internacional alrededor de los siete años. A principios de 2007, terminó en tercer lugar en el campeonato nacional de Azerbaiyán en la categoría femenina Sub-8. Más tarde ese mismo año, debutó en los Campeonatos Europeos Juveniles y Mundiales de Ajedrez en la misma categoría. Ganó medallas en ambos eventos, obteniendo el bronce en el Campeonato Europeo y la plata en el Campeonato Mundial. Obtuvo una puntuación de 8½/11 en este último evento, perdiendo partidas contra la ganadora Ivana Maria Furtado y Zhansaya Abdumalik. Al año siguiente, volvió a ganar medallas en ambos eventos, obteniendo el oro en el Campeonato Europeo y el bronce en el Campeonato Mundial. Quedó por detrás de Abdumalik y Qiyu Zhou en este último evento, tras perder contra ambas. Su victoria sobre Kelly Wang fue fundamental para ganar el desempate contra Wang por el tercer puesto.

## Carrera

### 2009-2014: Campeona mundial Sub-10, Gran Maestra con 14 años

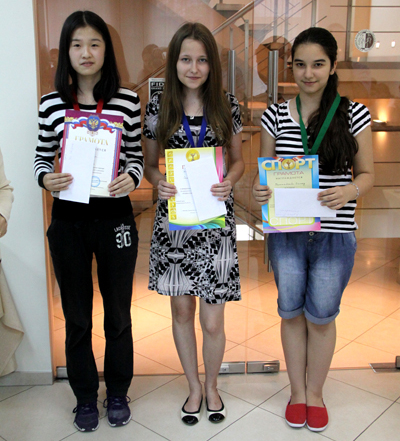
Mammadzada (a la derecha), junto a Ni Shiqun y Anna Styazhkina, en 2013.

Mammadzada obtuvo su primera clasificación FIDE en enero de 2009, comenzando con 1764 a los ocho años tras participar en la categoría femenina Sub-10 del Campeonato Europeo Juvenil de 2008. Tras no conseguir ninguna medalla en el Campeonato Europeo Juvenil de 2009, se recuperó y ganó la categoría femenina Sub-10 en el Campeonato Mundial Juvenil de 2009 en Antalya (Turquía). Ganó sus primeras diez partidas en este último evento, con una puntuación de 10½/11, dos puntos por delante de Furtado, que terminó en segundo lugar y fue una de las jugadoras a las que derrotó.
Participó por primera vez en el campeonato nacional femenino de Azerbaiyán en 2010, a los nueve años, terminando en último lugar como la competidora con la puntuación más baja. También obtuvo el título de Maestra FIDE Femenina (WFM) en 2010. Mammadzada logró otro triunfo en 2012, al terminar en primer lugar en el Campeonato Mundial Escolar Individual de Ajedrez para niñas menores de 13 años, por delante de dos jugadoras rusas con mejor puntuación: Anna Vasenina e Irina Drogovoz. Estuvo a punto de ganar una medalla en el Campeonato Europeo Juvenil celebrado más tarde ese mismo año, en Praga, al terminar en tercera posición en la categoría femenina Sub-12 con 7/9 junto con otras dos jugadoras, pero tuvo un desempate inferior.
Durante 2013, alcanzó los hitos de 2000 y 2100 puntos de rating. Ganó su segundo Campeonato Europeo Juvenil en Montenegro, terminando en primer lugar en la categoría femenina Sub-14 con 7½/9. En particular, derrotó a Nela Pychova en la última ronda, cuando Pychova había comenzado la ronda en solitario en primera posición. En 2014, Mammadzada obtuvo los títulos de Maestra Internacional Femenina (WIM) y Gran Maestra Femenina (WGM).
Tras haber obtenido su primera norma WIM en julio de 2013 en la Copa Nana Aleksandria en Georgia, obtuvo las normas WIM y WGM en dos torneos en 2014, el Memorial David Bronstein en Bielorrusia en febrero y el Campeonato Europeo Individual Femenino de Ajedrez en Bulgaria en julio. Obtuvo 5/9 en el primer evento, destacando su victoria en la última ronda contra Siniša Dražić, gran maestro serbio. Obtuvo 6/11 en el segundo evento y ganó 134 puntos de rating para superar el umbral de 2300 necesario para el título de Gran Maestra Femenina (WGM). Con 14 años se convirtió en la WGM más joven de la historia de Azerbaiyán, superando el anterior récord de Turkan Mamedyarova, que había conseguido el título a sus 18 años.

### 2015-presente: carrera como Maestra Internacional

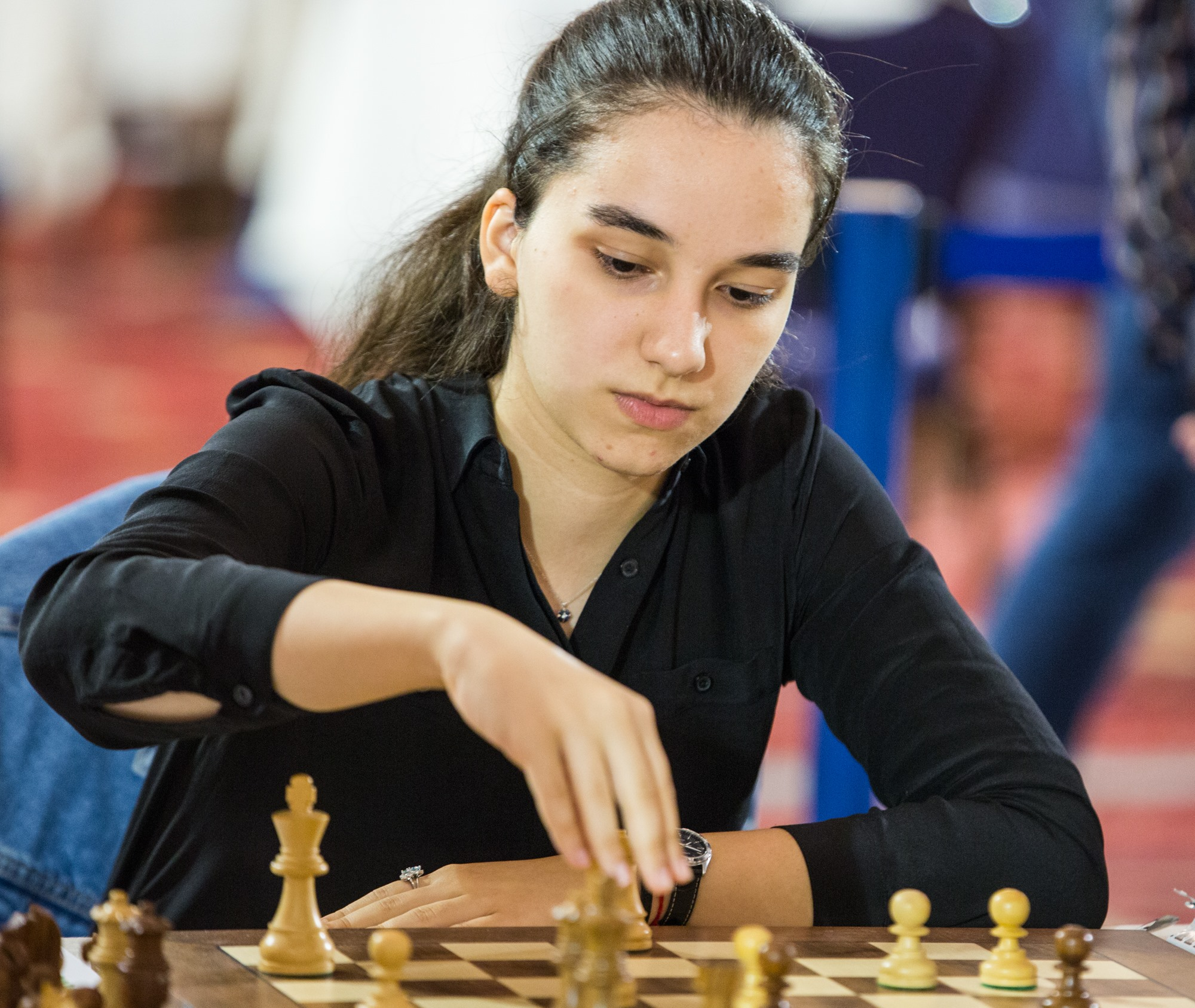
Mammadzada, en una imagen de 2017.

Mammadzada obtuvo sus dos últimas normas de MI en 2015 y 2016, pero no alcanzó el umbral de 2400 puntos necesarios para el título hasta 2018. Su segunda norma de MI la consiguió en el Abierto de la República Checa en julio de 2015, donde obtuvo 5½/9. Su tercera y última norma la logró en el Abierto de Nakhchivan, en Azerbaiyán, donde obtuvo 5/9 y ganó su partida de la última ronda contra Zaur Mammadov, gran maestro azerbaiyano. Los dos últimos campeonatos juveniles importantes de Mammadzada fueron los Campeonatos Mundiales Juveniles de Ajedrez Femenino Sub-20 de 2015 y 2017. Terminó en séptimo lugar en 2015, pero en 2017 no rindió al nivel esperado y perdió 64 puntos de rating.
Ganó su primer Campeonato Femenino de Azerbaiyán en febrero, con una puntuación de 7/9, lo que le valió un punto de ventaja sobre la segunda clasificada. Durante el torneo, derrotó a Gulnar Mammadova, una maestra internacional que era la única jugadora con una puntuación más alta. También tuvo un buen rendimiento en el Campeonato Europeo Individual Femenino, con una puntuación de 7/11 y cuatro victorias consecutivas. Mammadzada recuperó rápidamente la mayor parte de los puntos de rating que perdió en el Campeonato Mundial Juvenil a principios de 2018, entre su actuación en el Abierto de Moscú y su segundo puesto detrás de Khanim Balajayeva en el campeonato nacional femenino por criterios de desempate.
A continuación, superó los 2400 puntos de rating y obtuvo el título de MI en el Campeonato Europeo Individual Femenino celebrado en Eslovaquia, con una puntuación de 7½/11, lo que le valió el décimo puesto en la clasificación general y 50 puntos de rating, con lo que su puntuación ascendió a 2442. Más tarde, en 2018, en el Abu Dhabi Masters, también ganó una partida contra el gran maestro indio Abhijeet Gupta, que, con una puntuación de 2614, es el jugador con la puntuación más alta al que ha derrotado.
Ganó su segundo Campeonato Femenino de Azerbaiyán en 2019 con una puntuación dominante de 8½/9, lo que corresponde a una puntuación de rendimiento de 2622. También le fue bien en la Copa de Europa de Clubes Femeninos a finales de año, con una puntuación de rendimiento de 2597. Durante el torneo, derrotó a dos grandes maestros: Valentina Gúnina, con una puntuación de 2509, y Humpy Koneru, con una puntuación de 2577.
Tras más de un año de pausa debido a la pandemia de COVID-19, Mammadzada fue nombrada jugadora suplente para la última etapa del Gran Premio Femenino de la FIDE 2019-2021 en Gibraltar en mayo de 2021. A pesar de ser la tercera jugadora con menor puntuación de las doce participantes, obtuvo un excelente resultado en el torneo de todos contra todos, terminando en tercer lugar con una puntuación de 6½/11, por detrás de su compañera sustituta Abdumalik y Mariya Muzychuk. Tuvo la oportunidad de conseguir la norma de gran maestra si hubiera ganado o empatado contra Anna Muzychuk en la novena ronda, pero perdió esa partida.
El 4 de julio de 2022, Mammadzada ganó el torneo femenino del VII Festival Internacional de Ajedrez dedicado a la memoria del difunto presidente del país, Lech Kaczyński, en Polonia. En agosto de 2022, ganó la medalla de plata en el Campeonato Europeo Individual Femenino con una puntuación de 8/11, a medio punto de Monika Soćko.

## Representación nacional

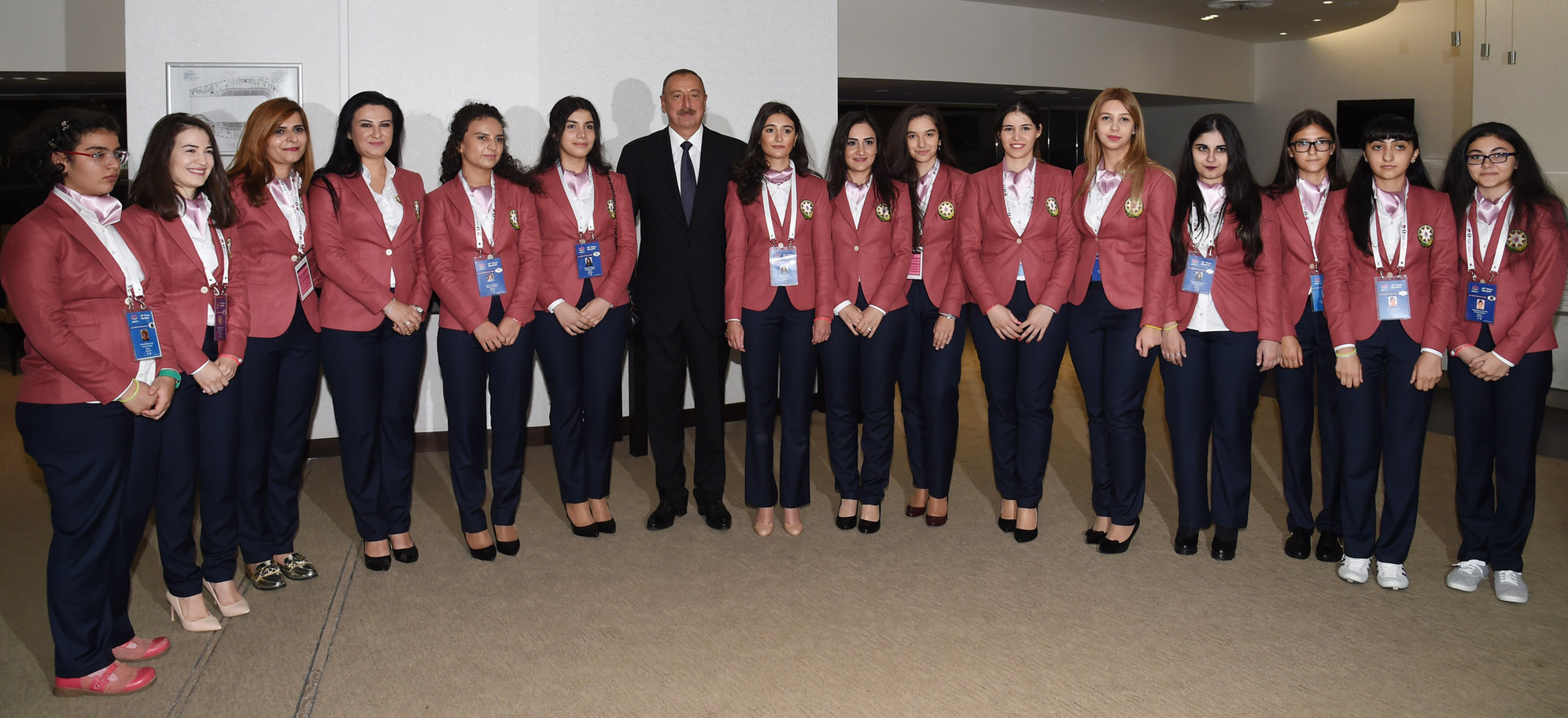
Mammadzada (séptima por la derecha), junto al resto del equipo azerí femenino, en la Olimpiadas de Ajedrez de Bakú, en 2016.

Mammadzada comenzó a representar a Azerbaiyán en la Olimpiada de Ajedrez Sub-16 de 2016 en Eslovaquia, donde jugó en el segundo tablero detrás de Nail Bashirli y tuvo un buen rendimiento individual, con una puntuación de 5½/8, lo que le valió el quinto puesto en el segundo tablero, solo por detrás de jugadores masculinos. Desde entonces, ha jugado en dos equipos de la Olimpiada de Ajedrez Femenino de Azerbaiyán. Azerbaiyán obtuvo resultados similares en ambas, terminando en cuarto lugar con 16 puntos tanto en 2016, cuando obtuvo +7–2=2[b], como en 2018, cuando obtuvo +6–1=4. 
Con los criterios de desempate, quedó en octavo lugar en 2016 y en décimo lugar en 2018. En la Olimpiada de Bakú de 2016, Azerbaiyán pudo inscribir tres equipos como país anfitrión. Mammadzada jugó en el segundo tablero del primer equipo, detrás de Zeinab Mamedjarova, en 2016 y tuvo un buen rendimiento, con una puntuación de 5½/10 y ganando puntos de rating. En la Olimpiada de Batumi de 2018, Mammadzada jugó en el primer tablero, pero solo consiguió una puntuación igualada y perdió puntos de rating.
Mammadzada también ha representado a Azerbaiyán en el Campeonato Europeo de Ajedrez por Equipos Femenino, donde se dispuso en el primer tablero tanto en 2017 como en 2019. Tras terminar en octava posición con 11 puntos (+4-2=3) en 2017 en Grecia, Azerbaiyán ganó la medalla de bronce por equipos en 2019, por detrás de la medalla de oro de Rusia y la medalla de plata de Georgia, el país anfitrión. 
Con Khanim Balajayeva, Ulviyya Fataliyeva y Gulnar Mammadova en los tableros inferiores y Turkan Mamedjarova en el tablero de reserva, obtuvieron 14 puntos (+6–1=2), solo perdieron contra España y empataron contra Rusia y Georgia. A nivel individual, Mammadzada también ganó una medalla de bronce en el tablero superior con una puntuación de 5½/8, lo que corresponde a una puntuación de rendimiento de 2565, solo por detrás de las grandes maestras Nana Dzagnidze y Pia Cramling.

## Estilo de juego
Mammadzada juega principalmente 1.e4 (apertura de peón de rey) en comparación con 1.d4 (apertura de peón de la reina) u otras primeras jugadas. Sus piezas favoritas son el caballo y la reina, que considera sus «armas principales». No obstante, por lo general, intenta adaptar su estilo de juego según las necesidades de cada partida. Fikret Sideifzade, maestro internacional que ha entrenado al equipo femenino de Azerbaiyán, describió los puntos fuertes de Mammadzada como «[tener] un buen conocimiento de las aperturas y nervios de acero».

## Vida personal
Mammadzada tiene un hermano cuatro años menor que ella. Asistió a la Universidad Estatal de Cultura Física y Deportes de Azerbaiyán y anteriormente cursó la enseñanza secundaria en el Liceo de Inteligencia n.º 6 de Bakú.
Su ídolo ajedrecístico es el noruego Magnus Carlsen. De más joven, admiraba más a la jugadora rumana Judit Polgár. Aparte del ajedrez, sus aficiones incluyen montar a caballo, correr, leer y estudiar idiomas. Además del azerbaiyano, habla inglés, francés y ruso. De pequeña, también le gustaba nadar y disparar.